# Bizaardvark
Bizaardvark fue una sitcom estadounidense creada por Kyle Stegina y Josh Lehrman que se estrenó en Disney Channel el 24 de junio de 2016 y se emitió hasta el 13 de abril de 2019. La serie es protagonizada por Madison Hu, Olivia Rodrigo, Jake Paul, DeVore Ledridge y Ethan Wacker.
En Latinoamérica se estrenó el 1 de octubre de 2016, mientras que en España primero se estrenó el 25 de agosto de 2017.

## Sinopsis
Frankie y Paige son dos mejores amigas adolescentes que publican canciones divertidas y videos cómicos en Internet. Después de tener 10.000 suscriptores en su canal de Vuuugle Bizaardvark (un portmanteau de las palabras "bizarro" y "aardvark"), son aceptadas en los estudios de Vuuugle, donde hacen sus videos mientras que también tienen que compartirlos con otros "Vuuuglers".

## Producción
La serie fue creada por Kyle Stegina y Josh Lehrman, que fueron descubiertos por el programa Disney Channel Storytellers. Ellos sirven como los productores ejecutivos de la serie. Eric Friedman sirve como productor ejecutivo y su showrunner. Marc Warren, quien anteriormente supervisó Disney Channel Storytellers, fue el productor ejecutivo del piloto. La serie comenzó a filmar a principios de 2016. El 15 de diciembre de 2016, Disney Channel renovó la serie para una segunda temporada. La segunda temporada se estrenó el 23 de junio de 2017. El 22 de julio de 2017, se anunció que Jake Paul estaría dejando Bizaardvark y Disney Channel. El 19 de abril de 2018, se anunció que una tercera temporada se estrenaría en 2018. El 30 de mayo de 2018, se anunció que Maxwell Simkins y Elie Samouhi se unirán a la serie, retratando a los blogueros Zane y Rodney, respectivamente.

## Elenco

### Principales
- Madison Hu como Frankie Wong, una estrella de Bizaardvark que toca el teclado y el piano.
- Olivia Rodrigo como Paige Olvera, la otra estrella de Bizaardvark que toca la guitarra.
- Jake Paul como Dirk Mann (temporadas 1-2), la estrella de "Desafíame", donde acepta los atrevidos pedidos que sus seguidores le mandan. Paul fue despedido por Disney, luego de actos vandálicos y escándalos sobre su persona.
- DeVore Ledridge como Amelia Duckworth, la estrella de "Imperfección Imperfecta con Amelia", que detalla sobre la moda. En la temporada 3, Amelia cambia el nombre de su programa a Imperfección imperfecta, a la luz de su pequeña hermana Willow que viene a vivir con ella.
- Ethan Wacker como Bernard "Bernie" Schotz, un amigo de Frankie y Paige que se convierte en su agente. También se hace amigo de Dirk y se enamora de Amelia.
- Maxwell Simkins como Zane (temporada 3), una nueva estrella de Vuuugle, el mejor amigo de Rodney, y la estrella de "Zane Unboxed", donde cuenta historias asociadas con su desempaquetado de artículos.
- Elie Samouhi como Rodney (temporada 3), una nueva estrella de Vuuugle, el mejor amigo de Zane, y la estrella de "¿Qué hay en mi cabello?", donde saca diferentes cosas que se encuentran en su cabello.

### Secundarios
- Johnathan McClain como Liam, el hijo del creador de Vuuugle que habla a los Vuuuglers a través de una pantalla de TV robótica.
- Ellen Ratner como la abuela Schotz, la abuela de Bernie que vive con ella y ha hecho muchos trabajos extraños en su vida.
- Maya Jade Frank como Belissa (temporadas 1-2), una superfan de Bizaardvark que es el webmaster del sitio de fanes de Paige y Frankie.
- Adam Haas Hunter como el hombre Vikingo (temporadas 2-3), un vikingo alto que es la estrella del canal "Vive como un vikingo" de Vuuugle.
- Rachna Khatau como la directora Karen (temporadas 2-3), la directora de la escuela secundaria Sierra, busca la aprobación de estudiantes que luego se vuelven fanáticos de Bizaardvark como lo hizo Belissa.
- Kevin Will como el entrenador Carlson (temporadas 2-3), el profesor de gimnasia de la secundaria Sierra.
- Caitlin Reagan como Willow Duckworth (temporada 3), la hermana menor de Amelia, que ha desarrollado un estilo de vida infantil donde se convierte en vegana, con la excepción de los nachos, hace yoga, le gusta el Día de la Tierra y boicoteó Halloween debido a la crueldad con las calabazas.
- David Engel como Lou Scoopmaker (temporada 3), un periodista que presenta el segmento de noticias de Malibu "Scoop caliente de Lou Scoopmaker" e interactúa con los Vuuuglers.

Ross Kobelak también ha aparecido desde el comienzo de la serie como Cabeza de Caballo, un compañero estrella de Vuuugle que siempre usa una máscara de cabeza de caballo negro y nunca habla.

## Episodios
| Temporada | Temporada | Episodios | Estados Unidos      | Estados Unidos      | Latinoamérica          | Latinoamérica           | España                  | España               |
| Temporada | Temporada | Episodios | Comienzo            | Final               | Comienzo               | Final                   | Comienzo                | Final                |
| --------- | --------- | --------- | ------------------- | ------------------- | ---------------------- | ----------------------- | ----------------------- | -------------------- |
|           | 1         | 20        | 24 de junio de 2016 | 27 de enero de 2017 | 1 de octubre de 2016   | 21 de mayo de 2017      | 4 de septiembre de 2017 | 9 de febrero de 2018 |
|           | 2         | 22        | 23 de junio de 2017 | 13 de abril de 2018 | 4 de noviembre de 2017 | 31 de octubre de 2018   | 2 de febrero de 2018    | 16 de enero de 2019  |
|           | 3         | 21        | 24 de julio de 2018 | 13 de abril de 2019 | 8 de diciembre de 2018 | 24 de noviembre de 2019 | 11 de febrero de 2019   | 18 de abril de 2019  |